# Za morzami
Za morzami – album Jacka Lachowicza wydany 14 maja 2007 roku. Pierwszym singlem jest utwór "Płyń", w którym gościnnie wystąpiła Ania Dąbrowska.

## Lista utworów
1. "Skaczesz"
2. "Z niczego..."
3. "Dookoła"
4. "Nie ma mnie"
5. "Kochanie"
6. "Pakistan"
7. "Płyń (feat. Ania Dąbrowska)"
8. "Dnieje"
9. "Śpij"
10. "Za morzami"
11. "Kołysanka"